# Eleição para o Senado federal pelo Iowa em 2010
A eleição para governador do estado americano do Iowa em 2010 aconteceu no dia 2 de novembro de 2010.
Chuck Grassley foi reeleito com mais de 60% dos votos, mas antes da eleição seus índices de aprovação foram progressivamente caindo e seus índices de reprovação foram gradualmente subindo. Embora as pesquisas recentes têm dando uma larga vantagem, como a publicada no dia 5 de agosto de 2010 dava uma vantagem de 20 pontos a Grassley.

## Primária Democrata
| Primária Democrata | Primária Democrata | Primária Democrata | Primária Democrata | Primária Democrata | Primária Democrata |
| Partido            | Candidato          | Votos              | %                  |                    |                    |
| Democrata          | Roxanne Conlin     | 52.715             | 77,5%              |                    |                    |
| Democrata          | Bob Krause         | 8.728              | 12,9%              |                    |                    |
| Democrata          | Tom Fiegen         | 6.357              | 9,4%               |                    |                    |
| Total              | Total              | 67.977             | 100%               |                    |                    |
| ------------------ | ------------------ | ------------------ | ------------------ | ------------------ | ------------------ |

## Primária Republicana
| Primária Republicana | Primária Republicana | Primária Republicana | Primária Republicana | Primária Republicana | Primária Republicana |
| Partido              | Candidato            | Votos                | %                    |                      |                      |
| Republicano          | Chuck Grassley       | 197.194              | 98%                  |                      |                      |
| Total                | Total                | 201.120              | 100%                 |                      |                      |
| -------------------- | -------------------- | -------------------- | -------------------- | -------------------- | -------------------- |